# ホセ・ガブリエル・コンドルカンキ

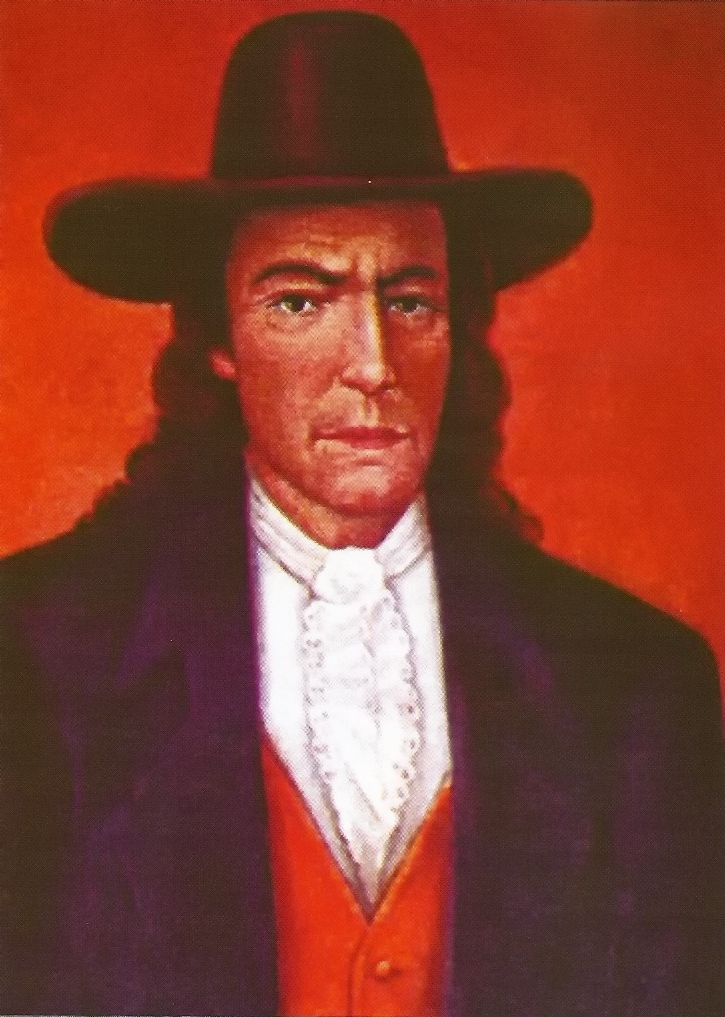
ホセ・ガブリエル・コンドルカンキ

ホセ・ガブリエル・コンドルカンキ（José Gabriel Condorcanqui Noguera、1738年3月10日（8日から24日の間） - 1781年5月18日)、またの名をトゥパク・アマル2世（Túpac Amaru II）は、植民地時代のペルーにおける反乱（1780年 - 1782年）の指導者である。

## 生涯

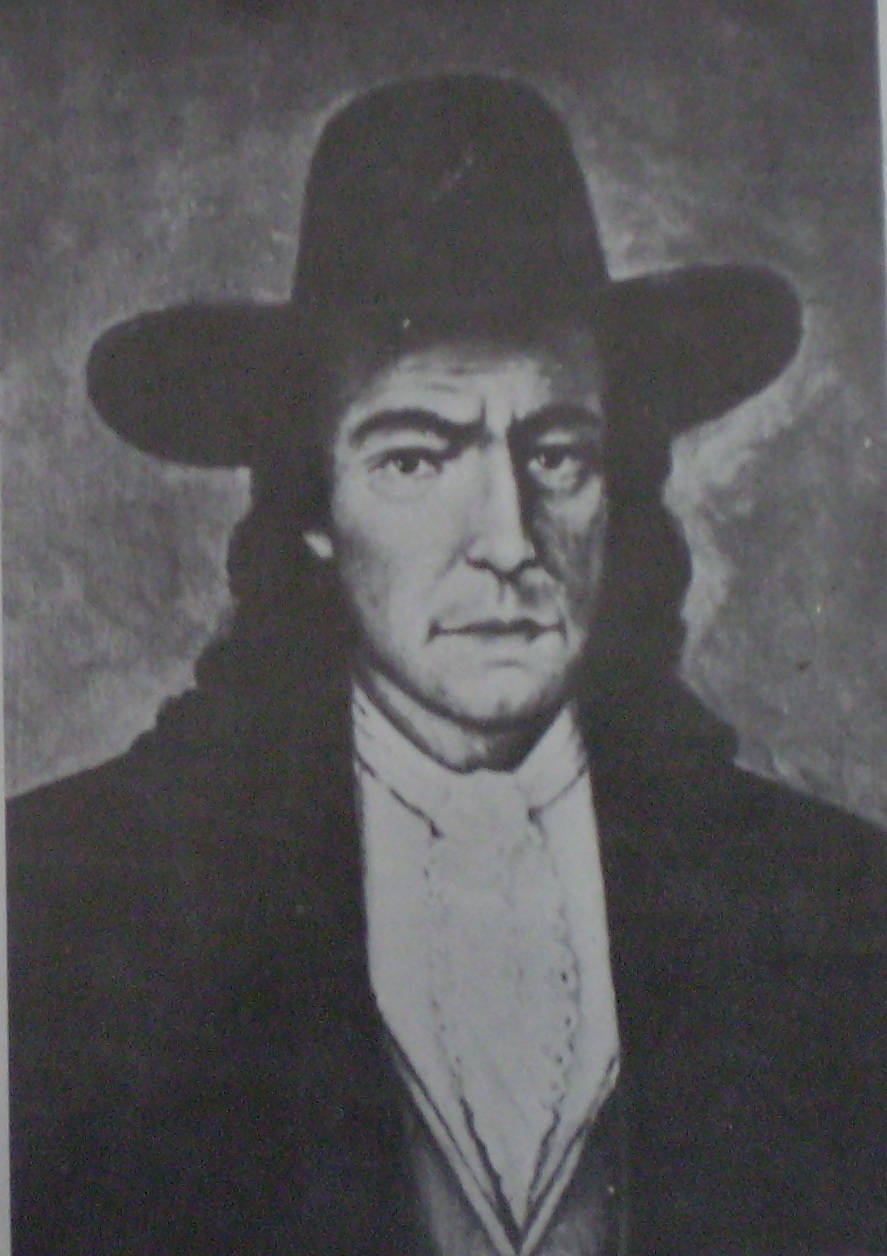
メスティーソのカシケ、運送業者のホセ・ガブリエル・コンドルカンキ

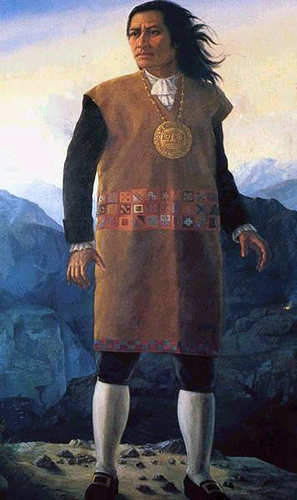
トゥパク・アマル2世

コンドルカンキは、インカ帝国の都であったクスコ南方140kmほどに位置するティンタ郡のクラカ（村長のようなもの）の家に生まれた（出生を1740年3月24日または1742年3月19日とする資料もある）。彼はインカ帝国最後の皇帝トゥパク・アマルの末裔と自称し、その確認を求めてリマのアウディエンシア（最高司法院）に訴え出たこともあった。そのとき提出された家系図によると、彼の祖先は土地の豪族ディエゴ・フェリペ・コンドルカンキと、その妻でトゥパク・アマルの娘ファナ・ピルコワコである、という。実際のところ真偽は不明であり、または純粋の先住民ではなく、スペイン人との混血メスティーソであったと言われる。クスコで、主として先住民の有力者子弟の教育を行う神学校サンフランシスコ・デ・ボルハ校で教育を受け、インカ帝国の公用語であったケチュア語とスペイン語に加え、ラテン語も習得した。26歳の時、ティンタ郡の3つの村のクラカの地位を受け継いだ。
当時スペイン植民地当局の先住民に対する抑圧と収奪は非常に激しく、それに対する反乱も各地で頻発していた。コンドルカンキも、植民地支配に対する反感を次第に募らせていったものと推測できる。
1780年11月4日、スペイン国王カルロス3世の命名日を祝う宴に招待されていたコンドルカンキは、その宴の席から途中で退席した。同じ宴には、コンドルカンキの上司に当たるティンタ郡のコレヒドール（代官）のアリアガも参加していた。彼は土地の先住民に対する強圧的な支配で悪名の高かった人物であったが、宴からの帰り道、彼の前に軍勢を引きいて立ちはだかったのが、先に退席していたコンドルカンキであった。

コンドルカンキは代官アリアガを捕らえると、彼に役場の金庫と武器庫からすべてのお金と武器を集めるよう命じる手紙に署名させて資金と武器を調達し、続いてティンタ郡のすべての人びとに集合を命じる手紙に署名させた。11月10日。集まった人々の前にコンドルカンキはインカ皇帝の礼装を模した服装で現れ、代官アリアガの数々の悪行を告発して、スペイン国王カルロス3世の命により、と称して彼を処刑した。そして、すべての代官はアリアガと同じ罪を犯しているとして、反乱を宣言した。
コンドルカンキは、多くの先住民を苦しめてきた鉱山や織物工場の強制労働の廃止を主張して各地の先住民を糾合したため、この反乱はたちどころにアンデス地域全体を揺るがす巨大な反乱へと発展した。反乱に参加した先住民は烏合の衆であったが、最初に大量の武器と資金を調達することに成功したこと、スペイン軍にとっては不意の出来事で、反撃の体制がまったく整っていなかったこと、そしてコンドルカンキが「スペイン国王の命令」を錦の御旗に掲げて反乱を正当化したこと等の要因によって、スペイン軍は反乱軍に対して敗北を重ねた。
勢いに乗る反乱軍は、スペイン軍の抵抗を排除しながらクスコに迫った。ところが、クスコ陥落が確実な情勢だったにもかかわらず、12月18日、コンドルカンキは突然反乱軍を反転させて。ティンタ郡まで後退した。その理由は定かではないが、クリオーリョら非原住民と原住民・大衆の乖離・分裂が一因だったようである。ともあれ、この後退が反乱の転換点となった。反乱軍は翌1781年1月に再びクスコに向けて進撃を開始したが、このときまでにスペイン軍は各地から増援を集めて体勢を立て直していた。また、最初は反乱を支持したクリオーリョが、先住民の力の増大を恐れて協力を拒絶した。先住民の多くは、戦争の経験も銃を扱った経験もなく、銃声に怯えるものも多かった。形勢は逆転し、反乱軍は撃退された。

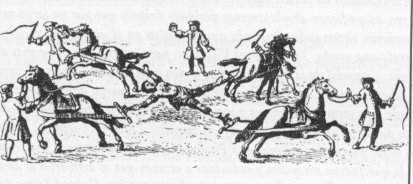
スペイン人に、馬による引き裂き刑で処刑されるトゥパク・アマル2世

勢いを失った反乱軍は、3月21日、ティンタ郡の北サンガララーにて、追撃してきたスペイン軍と交戦して壊滅し、コンドルカンキはスペイン軍に捕らえられた。コンドルカンキは何度か脱獄を試みるが失敗し、1781年5月18日、クスコにて馬に引かれて八つ裂きにされる刑で処刑された。39歳没（41歳没または43歳没との説もある）。有能な副官である妻ミカエラ・バスティダスも子女や郎党と共に処刑された。なお、妻子の処刑を見せられた後の処刑であった。10歳（または12歳）で末子のフェルナンドは処刑を免れ、生き延びている。
コンドルカンキの反乱は、5ヶ月で鎮圧されたが、この反乱によってスペイン植民地政府の威信は大きく揺らいだ。反乱はペルー南部の広範囲におよび、ペルー副王領の年間の国庫収入とほぼ同等の支出を強いるものだった。各地でコンドルカンキに連携した反乱が続発し、特に今日のボリビアのラパス近郊で1781年3月に蜂起し、ラパスを4ヶ月に渡って包囲したトゥパク・カタリの反乱は、コンドルカンキに匹敵する規模と影響力を持った。結局、スペイン植民地当局は続発する反乱によって次第に力を削がれ、40年後のシモン・ボリバルとホセ・デ・サン＝マルティンによる南米の独立に至る。その意味で、敗れたとはいえコンドルカンキの反乱が南米各国の独立に果たした役割は、決して小さくはない。コンドルカンキの“Campesino, el patrón ya no comerá más de tu pobreza”（農民よ、地主は二度とあなたの貧しさを食いものにはしない）という言葉は近現代ペルーの政治でもたびたび引用されてきた。
1985年に発行されたペルーの旧500インティ紙幣に肖像が使用されていた。

### 関連文献
- ダニエル・バルカルセル『アンデスの反乱 独立の先駆者トゥパク・アマル』染田秀藤訳、平凡社、1985年
- 寺田和夫『トゥパク・アマルの反乱　血ぬられたインディオの記録』ちくま文庫（新版）、1997年